# Župnija Ljubljana – Sveti križ
Župnija Ljubljana – Sveti križ je rimskokatoliška teritorialna župnija Dekanije Ljubljana - Moste Nadškofije Ljubljana.
Stara župnijska cerkev je Cerkev Svetega križa, nova župnijska cerkev pa je posvečena vsem svetim.